# Петрянь Андю
Андю Петрянь (* 1980, село Од Піче Клявлінського району Самарської області, РФ) — ерзянський журналіст, громадський діяч. Засновник ерзянської Вікіпедії.

## Біографія
Народився у ерзянському селі Од Піче, що історично відноситься до південної частини непредставленої країни Ерзянь Мастор. Національність — ерзянин.
У сім років батьки емігрували до Ханти-Мансійського автономного округу, де він здобув середню освіту у м. Когалим. 2002 — з відзнакою закінчив Тюменський нафтогазовий університет за фахом «буріння свердловин». Але у видобувну галузь не пішов. 2004 здобуває фах журналіста-телевізійника в Уральському університеті та емігрує до м. Петербург, де дописує до авторитетних часописів та працює на одному з міських телеканалів.

## Громадська діяльність
Під час навчання у Тюмені активно включився в національних ерзянський рух, провів кілька самостійних фольклорних експедицій до місць компактного проживання мокшан у Тюменській області (мокшани — споріднений з ерзянами народ). Там же, з 2000 року, починає співпрацювати з Тюменською державною ТРК.
2006 — переїжджає на постійне місце проживання до м. Петербург, де включається у громадське життя ерзянської діаспори. Створює першу ерзянську газету Петербурга, незмінний її редактор.
Основний наголос громадської та журналістської діяльності Петряня обернений проти псевдоетноніму «мордва», на якому сучасний уряд Республіки Мордовія формує квазі-політичну спільність — народ Мордовії. Натомість Петрянь Андю виступає за послідовне вживання природного етноніма ерзя для означення окремої ерзянської нації, відмінної (хочі і спорідненої) від мокшан — саме ці два народи разом російська влада називає «мордва». У ключових позиціях погляди Петряня збігаються з політичною групою Товариства порятунку ерзянської мови ім. Рябова, центр якої в столиці Мордовії — м. Саранськ. Одним із своїх національних наставників вважає газ. «Эрзянь Мастор» та її редактора Нуяня Відяза.
Крім того, належить до гурту найпомітніших ерзянських діячів молодої ґенерації, які виступають за форсовану модернізацію ерзянської культури, емансипацію етнічних груп ерзян до сучасної європейської нації. Задля цього багато працює над вебпроектами ерзянською мовою, найголовніший з яких — створення ерзянської редакції вільної енциклопедії «Вікіпедія» — спільно з американцем Джаком Рютером (існує з 26 травня 2008).
З 2002 — член Спілки журналістів РФ, International Federation of Journalists (IFJ) ,  член Спілки фіно-угорських журналістів.

## Виноски
1. ↑  Ropponen V. Volga-antologia — Turku: Savukeidas, 2010. — С. 272. — ISBN 978-952-5500-75-2
2. ↑  Кто есть Кто в телекоммуникациях и телерадивещании. 2013/2014 — СПб, Москва: 2013. — вып. 12. — С. 848. — ISSN 2073-5677
3. 1 2  Кто есть Кто в телекоммуникациях и телерадиовещании 2013/2014:Биографический справочник. Вып.12-М.,СПБ,.: ООО «КомНьюс Групп», 2013. — 848 с. ISSN 2073-5677.
4. ↑  Ректор С.М. Вдовин выступил на VII съезде Межрегиональной общественной организации мордовского (мокшанского и эрзянского) народа. https://www.mrsu.ru (російською). Мордовский государственный университет имени Н. П. Огарёва. 25.10.2019.